# FIBA EuroCup Challenge 2005-2006
Navigation
Édition précédente Édition suivante
Le FIBA EuroCup Challenge de basket-ball 2005-2006 est la 4e édition de la quatrième compétition européenne de clubs dans la hiérarchie du basket-ball européen.

## Équipes participantes
| République tchèque | 3 | Mlékárna Kunín          | A plus OHL ŽS Brno  | Prostějov          |
| Chypre             | 3 | APOEL Nicosie           | Apóllon Limassol BC | Keravnós Strovólou |
| Albanie            | 1 | Valbona Bajram Curri    |                     |                    |
| Autriche           | 1 | Superfund Bulls         |                     |                    |
| Azerbaïdjan        | 1 | Gala Baku               |                     |                    |
| Croatie            | 1 | Dubrovnik               |                     |                    |
| Danemark           | 1 | Skovbakken              |                     |                    |
| Finlande           | 1 | Lappeenrannan NMKY      |                     |                    |
| Grèce              | 1 | Olympia Larissa         |                     |                    |
| Hongrie            | 1 | Debreceni Vadkakasok    |                     |                    |
| Islande            | 1 | Keflavík                |                     |                    |
| Israël             | 1 | Ironi Ashkelon          |                     |                    |
| Lettonie           | 1 | Rīga                    |                     |                    |
| Pays-Bas           | 1 | Tulip Den Bosch         |                     |                    |
| Portugal           | 1 | Madeira                 |                     |                    |
| Roumanie           | 1 | U-Mobitelco Cluj-Napoca |                     |                    |
| Russie             | 1 | Ural Great Perm         |                     |                    |
| Suisse             | 1 | Boncourt                |                     |                    |
| Turquie            | 1 | Bandırma Banvit         |                     |                    |
| Ukraine            | 1 | Khimik Youjne           |                     |                    |

## Saison régulière
|  | Les deux premiers de chaque groupe sont qualifiés pour les huitièmes de finale. |
|  | Éliminés                                                                        |

|    | Équipe               | J | V | D | Pp  | Pc  | Diff | Tie-break |
| -- | -------------------- | - | - | - | --- | --- | ---- | --------- |
| 1. | Keravnós Strovólou   | 4 | 3 | 1 | 318 | 271 | +47  | 1–1 (+10) |
| 2. | Olympia Larissa      | 4 | 3 | 1 | 365 | 271 | +94  | 1–1 (-10) |
| 3. | Valbona Bajram Curri | 4 | 0 | 4 | 246 | 387 | -141 |           |

|    | Équipe               | J | V | D | Pp  | Pc  | Diff | Tie-break |
| -- | -------------------- | - | - | - | --- | --- | ---- | --------- |
| 1. | Boncourt             | 4 | 3 | 1 | 355 | 332 | +23  | 1–1 (+1)  |
| 2. | Debreceni Vadkakasok | 4 | 3 | 1 | 353 | 341 | +12  | 1–1 (-1)  |
| 3. | Prostějov            | 4 | 0 | 4 | 326 | 361 | –35  |           |

|    | Équipe             | J | V | D | Pp  | Pc  | Diff | Tie-break |
| -- | ------------------ | - | - | - | --- | --- | ---- | --------- |
| 1. | Lappeenrannan NMKY | 4 | 4 | 0 | 341 | 299 | +42  |           |
| 2. | Keflavík           | 4 | 1 | 3 | 354 | 373 | –19  | 1–1 (+13) |
| 3. | Rīga               | 4 | 1 | 3 | 336 | 359 | –23  | 1–1 (-13) |

|    | Équipe          | J | V | D | Pp  | Pc  | Diff | Tie-break |
| -- | --------------- | - | - | - | --- | --- | ---- | --------- |
| 1. | Madeira         | 4 | 3 | 1 | 361 | 331 | +30  |           |
| 2. | Tulip Den Bosch | 4 | 2 | 2 | 296 | 317 | –21  |           |
| 3. | Skovbakken      | 4 | 1 | 3 | 314 | 323 | –9   |           |

|    | Équipe                  | J | V | D | Pp  | Pc  | Diff | Tie-break |
| -- | ----------------------- | - | - | - | --- | --- | ---- | --------- |
| 1. | APOEL Nicosie           | 4 | 3 | 1 | 357 | 316 | +41  |           |
| 2. | Ironi Ashkelon          | 4 | 2 | 2 | 336 | 350 | –14  |           |
| 3. | U-Mobitelco Cluj-Napoca | 4 | 1 | 3 | 316 | 343 | –27  |           |

|    | Équipe          | J | V | D | Pp  | Pc  | Diff | Tie-break |
| -- | --------------- | - | - | - | --- | --- | ---- | --------- |
| 1. | Mlékárna Kunín  | 4 | 3 | 1 | 341 | 320 | +21  | 1–1 (+11) |
| 2. | Bandırma Banvit | 4 | 3 | 1 | 286 | 287 | –1   | 1–1 (-11) |
| 3. | Superfund Bulls | 4 | 0 | 4 | 282 | 302 | –20  |           |

|    | Équipe              | J | V | D | Pp  | Pc  | Diff | Tie-break |
| -- | ------------------- | - | - | - | --- | --- | ---- | --------- |
| 1. | Apóllon Limassol BC | 4 | 3 | 1 | 326 | 274 | +52  |           |
| 2. | Dubrovnik           | 4 | 2 | 2 | 313 | 320 | –7   |           |
| 3. | A plus OHL ŽS Brno  | 4 | 1 | 3 | 277 | 322 | –45  |           |

|    | Équipe          | J | V | D | Pp  | Pc  | Diff | Tie-break |
| -- | --------------- | - | - | - | --- | --- | ---- | --------- |
| 1. | Ural Great Perm | 4 | 4 | 0 | 358 | 303 | +55  |           |
| 2. | Khimik Youjne   | 4 | 1 | 3 | 314 | 297 | +17  | 1–1 (+21) |
| 3. | Gala Bakou      | 4 | 1 | 3 | 278 | 350 | –72  | 1–1 (-21) |

## Huitièmes de finale
Les huitièmes de finale se jouent en deux manches en cumulant les scores des deux matches. Les matches aller se disputent le 8 décembre. Les matches retour se disputent le 15 décembre.
| Équipe 1             | Score   | Équipe 2           | Aller   | Retour |
| -------------------- | ------- | ------------------ | ------- | ------ |
| Olympia Larissa      | 159–145 | Boncourt           | 79–63   | 80–82  |
| Debreceni Vadkakasok | 149–143 | Keravnós Strovólou | 81–71   | 68–72  |
| Keflavík             | 177–213 | Madeira            | 87–108  | 90–105 |
| Tulip Den Bosch      | 181–183 | Lappeenrannan NMKY | 104–102 | 77–81  |
| Ironi Ashkelon       | 187–179 | Mlékárna Kunín     | 95–103  | 92–76  |
| Bandırma Banvit      | 142–159 | APOEL Nicosie      | 76–59   | 66–100 |
| Dubrovnik            | 144–189 | Ural Great Perm    | 78–85   | 66–104 |
| Khimik Youjne        | 196–152 | Apollon Limassol   | 110–76  | 86–76  |

## Quarts de finale
Les quarts de finale se jouent en deux manches en cumulant les scores des deux matches. Les matches aller se disputent le 19 janvier. Les matches retour se disputent le 26 janvier.
| Équipe 1             | Score   | Équipe 2           | Aller | Retour |
| -------------------- | ------- | ------------------ | ----- | ------ |
| Olympia Larissa      | 167–159 | Madeira            | 90–64 | 77–95  |
| Debreceni Vadkakasok | 159–167 | Lappeenrannan NMKY | 88–73 | 71–94  |
| Ironi Ashkelon       | 136–175 | Ural Great Perm    | 69–90 | 67–85  |
| APOEL Nicosie        | 134–164 | Khimik Youjne      | 82–71 | 52–93  |

## Demi-finales
Les demi-finales se jouent en deux manches en cumulant les scores des deux matches. Les matches aller se disputent le 23 février. Les matches retour se disputent le 2 mars.
| Équipe 1        | Score   | Équipe 2           | Aller | Retour |
| --------------- | ------- | ------------------ | ----- | ------ |
| Khimik Youjne   | 167–159 | Lappeenrannan NMKY | 88–61 | 71–49  |
| Olympia Larissa | 136–165 | Ural Great Perm    | 71–81 | 65–84  |

## Finale
| Équipe 1      | Score   | Équipe 2        | Aller | Retour |
| ------------- | ------- | --------------- | ----- | ------ |
| Khimik Youjne | 147–154 | Ural Great Perm | 67–80 | 80–74  |

| Vainqueur du FIBA EuroCup Challenge 2005-2006 |
| --------------------------------------------- |
| Ural Great Perm 1er titre                     |